# رحیم قاضی‌اف
رحیم قاضی‌اف (ترکی آذربایجانی: Rəhim Qazıyev Həsən oğlu؛ زادهٔ ۱۷ فوریهٔ ۱۹۴۳ در شهر شکی) سیاست‌مدار اهل کشور جمهوری آذربایجان است.